# Kolumbijczycy
Kolumbijczycy (hiszp. Colombianos) – naród pochodzenia głównie europejskiego, zamieszkujący Kolumbię. Współcześni Kolumbijczycy mają przeważnie hiszpańskie bądź włoskie korzenie. Nieznaczną grupę stanowią osoby pochodzenia francuskiego i angielskiego. Skład etniczny narodu ponadto uzupełniają Metysi i Afrokolumbijczycy – 18%. Językiem ojczystym tego narodu jest język hiszpański. Dominującym wśród Kolumbijczyków wyznaniem jest katolicyzm (79%).

## Pochodzenie
Przed przybyciem Hiszpanów na terytorium Kolumbii żyli Indianie Czibcza-Muisca. Były one w większości zlikwidowane lub częściowo zasymilowane.
Kolumbijczycy rozwinęli się historycznie z trzech komponentów: rdzennych Indian, Hiszpanów którzy zaczęli osiedlać się w obecnej Kolumbii na początku XVII wieku i mieszkańców Afryki wywiezionych stamtąd jako niewolnicy od końca XVII wieku.